# Ramón de Soto
Ramón de Soto Arándiga (Valencia, 23 de noviembre de 1942 − Alfaz del Pi, Alicante, 17 de octubre de 2014) fue un escultor español, catedrático de la Universidad Politécnica de Valencia (UPV) y vicepresidente del Consejo Valenciano de Cultura (CVC).

## Biografía
Ramón de Soto inició sus estudios artísticos en la Escuela de Artes y Oficios de Valencia, trabajó posteriormente en el taller del escultor Francisco Hernandis y acabó de formarse en la Escuela Superior de Bellas Artes de San Carlos de Valencia y en la Escuela Superior de Bellas Artes de San Fernando de Madrid.
En 1963 creó en la Galería Neblí de Madrid junto a Ignacio Gómez de Liaño y Juan José Gómez Molina el grupo Integración de las Artes y desarrolló sus primeras experiencias en el arte constructivista, en el pop-art y en el cinético.
En 1965 formó parte de la asociación Arte Actual, y en 1968 se integró en el grupo Antes del arte, conjuntamente con Eusebio Sempere, Francisco Sobrino Ochoa, José María Yturralde, Jordi Teixidor y Joaquín Michavila, así como con el compositor Tomás Marco. Finalizados sus estudios, empezó a ejercer como profesor en la Escuela Técnica Superior de Arquitectura de Valencia y, posteriormente, en la Escuela Técnica Superior de Arquitectura de Madrid donde trabajó con el arquitecto Antonio Fernández Alba.
En 1973, junto a otros artistas, fundó el grupo Bulto, donde se centró en una obra con referencias a la abstracción y el constructivismo, caracterizada por su compromiso político y social, que lo llevó en 1975 al exilio en Italia, donde entró en contacto con el crítico Rafaelle Degrada. En Italia, inició un periodo de investigación sobre las concepciones del mundo grecorromana, judeocristiana y la filosofía Zen y posteriormente exploró los conceptos de caos, de orden y del misterio (Dioniso-Apolo-Hermes).
Paralelamente a su trayectoria artística ejerció la docencia como profesor universitario en la Universidad Politécnica de Valencia (UPV), fue nombrado vicedecano y creó el Departamento de Escultura. También fue decano de la Facultad de Bellas Artes de Altea (Universidad Miguel Hernández) y presidente del Círculo de Bellas Artes de Valencia.
Fue vicepresidente del Consejo Valenciano de Cultura (CVC) y recibió en 2011 la Distinción de la Generalitat Valenciana al Mérito Cultural.
Falleció el 17 de octubre de 2014 en Alfaz del Pi.

## Obras
Entre sus obras destacan los monumentos a las víctimas de la riada de 1957, en Valencia; El árbol de la Paz, en Tárrega (Lérida); La Antena de Picanya (Valencia); el monumento a Maravall, en Alcira (Valencia) o la escultura "A la mar mediterránea fecunda", en Valencia.
También se pueden encontrar obras de Ramón de Soto en el Museo de Bellas Artes de Valencia, Museo de Arte Contemporáneo de Ibiza, Museo de Arte Contemporáneo de Villafamés, y diversas esculturas al aire libre en el Castillo de Buñol (Valencia).